# Friend of Mine (альбом Адама Грина)
Friend of Mine (с англ. — «Мой друг») — второй студийный альбом американского антифолк-музыканта Адама Грина, изданный 22 июля 2003 года лейблом Rough Trade Records. Он в значительной степени основан на коротких мелодраматических поп-песнях со скрипкой и имеет гораздо более отполированное звучание, чем Garfield, дебютный альбом Грина 2002 года. Будучи вторым студийным альбомом, он отличается вокальными стилями, которые считаются отходом от предыдущих работ Грина (включая проект The Moldy Peaches, его дуэт с Кимьей Доусон), и демонстрирует более глубокое звучание под влиянием 1960-х годов.

## Отзывы
| Оценки критиков               | Оценки критиков |
| Источник                      | Оценка          |
| ----------------------------- | --------------- |
| AllMusic                      | [ 1 ]           |
| Blender                       | [ 2 ]           |
| Drowned in Sound              | 10/10           |
| The Independent               | [ 4 ]           |
| Mojo                          | [ 5 ]           |
| Rolling Stone                 | [ 6 ]           |
| The Rolling Stone Album Guide | [ 7 ]           |

Friend of Mine получил положительные отзывы музыкальных критиков.

## Список композиций
Все песни написаны Адамом Грином, если не указано иное.
1. «Bluebirds» — 2:08
2. «Hard to Be a Girl» — 1:41
3. «Jessica» — 2:37
4. «Musical Ladders» — 2:20
5. «The Prince’s Bed» — 2:29
6. «Bunnyranch» — 1:36
7. «Friends of Mine» — 2:49
8. «Frozen in Time» (Adam Green, Galen Pehrson) — 2:12
9. «Broken Joystick» — 1:24
10. «I Wanna Die» — 1:49
11. «Salty Candy» — 1:39
12. «No Legs» — 2:02
13. «We’re Not Supposed to Be Lovers» — 3:08
14. «Secret Tongues» — 2:09
15. «Bungee» — 2:53